# ويليام وادزورث
ويليام وادزورث (بالإنجليزية: William Wadsworth)‏ هو ممثل أمريكي، ولد في 7 يونيو 1874، وتوفي في 6 يونيو 1950 بنيويورك في الولايات المتحدة.

## وصلات خارجية
- ويليام وادزورث على موقع IMDb (الإنجليزية)
- ويليام وادزورث على موقع قاعدة بيانات الفيلم (الإنجليزية)